# 斯特魯馬冰川

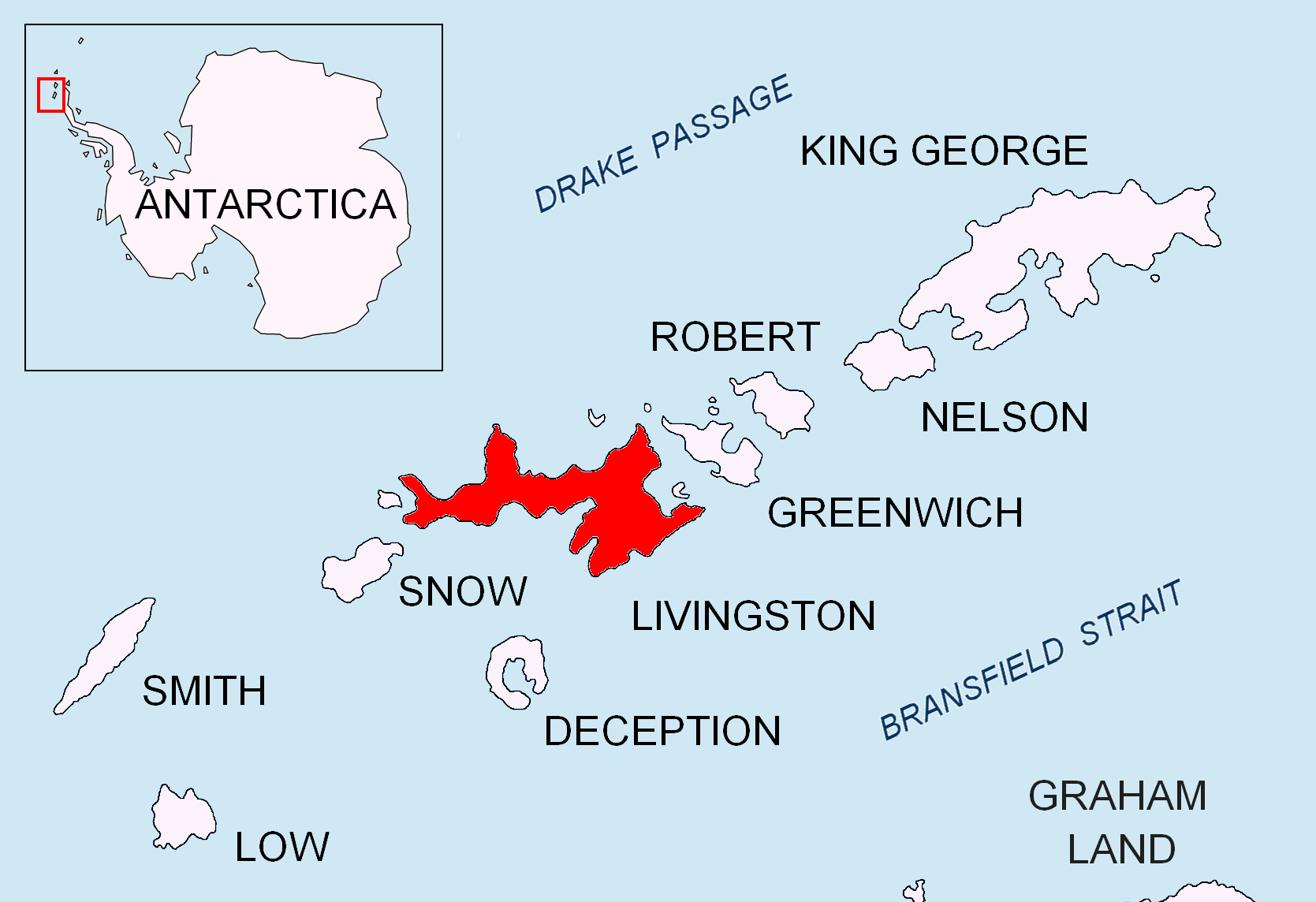

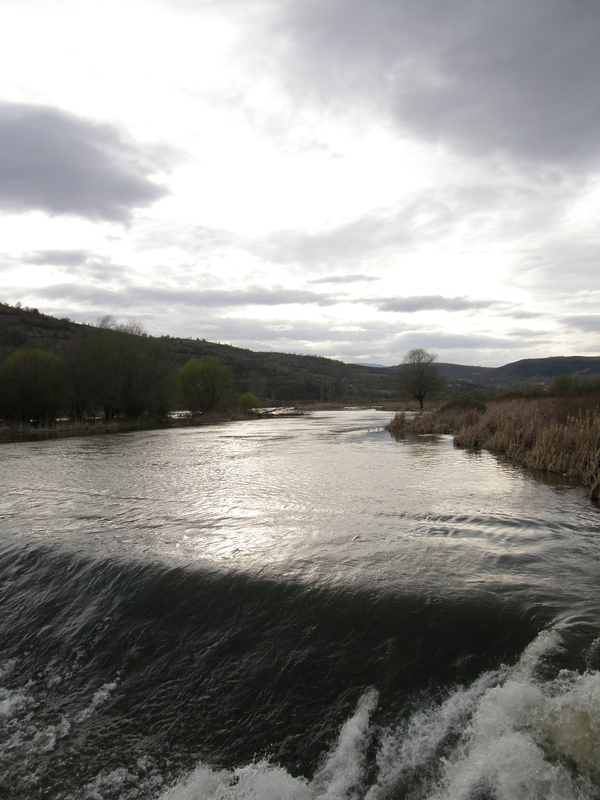

斯特魯馬冰川是南極洲的冰川，位於南設得蘭群島的利文斯頓島東部，長4.8公里、寬1.5公里，流域是鮑爾斯嶺和梅爾尼克嶺之間的地區。

## 外部連結
- SCAR Composite Antarctic Gazetteer（页面存档备份，存于）